# روبرت تود لينكولن
روبرت تود لينكون (بالإنجليزية: Robert Todd Lincoln) (1 أغسطس 1843 - 26 يوليو 1926) هو سياسي ومحامي ورجل أعمال أمريكي. وهو الابن البكر للرئيس أبراهام لينكون وماري تود لينكون. ولد في سبرينغفيلد بولاية إلينوي، وكان الوحيد من أبناء لينكون الأربعة الذي عاش طويلا (توفي شقيقه تود لينكون بعد فترة قصيرة من عيد ميلاده الثامن عشر)، وكان العضو الوحيد في العائلة الذي عاش حتى القرن العشرين.
التحق لينكون بجامعة هارفارد ثم خدم في فريق يوليسيس غرانت كقائد في جيش الاتحاد في آخر أيام الحرب الأهلية الأمريكية. أكمل دراسته في كلية الحقوق في شيكاغو وأسس عملا قانونيا ناجحا، وأصبح ثريا يمثل الشركات. تزوج بعد الحرب من نيكول ماري يونيس هارلان، وهي ابنة سيناتور أمريكي. ظل الزوجان متزوجين حتى وفاته وأنجبا ثلاثة أطفال.
كان لينكون نشطا في سياسة الحزب الجمهوري، وكان رمزًا ملموسًا لإرث والده، وكان موضح الكثير من الأحاديث عن احتمال ترشيحه لعدد من المناصب، بما في ذلك منصب الرئيس، لكنه لم يترشح لأي منصب. كان المنصب الوحيد الذي تم انتخابه له هو مشرف بلدة جنوب شيكاغو، والذي شغله من عام 1876 إلى 1877؛ أصبحت البلدة لاحقا جزءا من مدينة شيكاغو. قبل لينكون تعيينه كوزير للحرب في إدارة جيمس غارفيلد، واستمر فيه في عهد تشستر آرثر، وكان سفيرا في المملكة المتحدة في إدارة بنجامين هاريسون.
سكن لينكون لاحقا في واشنطن العاصمة ومانشستر، فيرمونت. تمت إضافة منزله في مانشستر، ويدعى هيلدين، إلى السجل الوطني للأماكن التاريخية في عام 1977. وظل لينكون نشطا في السياسة حتى قرب وفاته وتولى مناصب قيادية في شركة بولمان بالاس كار من عام 1897. وفي عام 1922، شارك في احتفالات تدشين نصب لنكولن التذكاري. توفي لينكون في منزل هيلدين في 26 يوليو 1926، قبل ستة أيام من عيد ميلاده الثالث والثمانين، ودفن في مقبرة أرلينغتون الوطنية.

## بداية حياته
وُلد روبرت تود لينكولن في سبرينغفيلد، إلينوي، في 1 أغسطس 1843، لأبويه أبراهام لينكولن وماري تود لينكولن. كان له ثلاثة أشقاء أصغر سنًا: إدوارد، وويليام، وتاد. بحلول وقت ولادته، كان والده قد أصبح عضوًا معروفًا في الحزب السياسي اليميني، وخدم أربع فترات عضوًا في الهيئة التشريعية لولاية إلينوي وقد سُمّي على اسم جده من جهة الأم، روبرت سميث تود.
يعتقد بعض المعلقين أن العلاقة بين روبرت لينكولن ووالده كانت بعيدة إلى حد ما، ويرجع ذلك جزئيًا إلى أن أبراهام لينكولن كان يقضي شهورًا بعيدًا عن المنزل خلال سنوات نشأة روبرت، بسبب عمله في الدائرة القضائية. وقد علّق لينكولن قائلًا: «خلال طفولتي وبدايات شبابي، كان والدي يغيب عن المنزل باستمرار، إما لحضور المحكمة أو لإلقاء خطب سياسية». ويبدو أن أبراهام كان يدرك أن غيابه قد يؤثر على أبنائه، وهو ما يتضح من رسالته إلى زوجته بتاريخ 16 أبريل 1848، حيث كتب: «لا تدعي الفتيان الأعزاء ينسون أباهم». ومن الأمثلة التي تعطي لمحة عن طفولة روبرت، ما رواه جوزيف همفريز، الذي كان يستقل قطارًا إلى ليكسينغتون، كنتاكي عام 1847، وقال: «كان هناك صبيان مشاغبان على متن القطار أزعجا الجميع، وبدلًا من أن يعاقبهما والدهما طويل القامة، بدا سعيدًا جدًا وكان يشجّع الأكبر على الأذى».
تقدّم لينكولن لاختبار القبول في كلية هارفارد عام 1859، لكنه رسب في خمسة عشر من أصل ستة عشر مادة. ثم التحق بأكاديمية فيليبس إكستر للتحضير للجامعة، وتخرّج منها عام 1860. وبعد قبوله في هارفارد، تخرّج عام 1864، وقد انتُخب نائبًا لرئيس نادي «هاستي بودنغ»، وكان عضوًا في أخوية «دلتا كابا إبسيلون» (فرع ألفا). وكتب الكاتب الويلزي جان موريس عن لينكولن: «بعد أن رسب في خمسة عشر من أصل ستة عشر مادة في اختبار القبول لهارفارد، تم قبوله في النهاية، لكنه خرج منها شخصًا مملًا بلا تعاطف».

## سنوات الحرب الأهلية
بعد تخرّجه من جامعة هارفارد، التحق روبرت لينكون بكلية الحقوق في هارفارد. وقد حضر هناك من سبتمبر 1864 حتى يناير 1865، لكنه انسحب بعد أربعة أشهر للانضمام إلى جيش الاتحاد. وفي عام 1893، منحت جامعة هارفارد روبرت لينكون درجة الدكتوراه الفخرية في القانون (LL.D).
منعت ماري تود لينكون ابنها روبرت من الالتحاق بالجيش حتى قبل نهاية الحرب بفترة قصيرة. وقد جادل الرئيس أبراهام لينكون قائلًا: «ابننا ليس أعز علينا من أبناء الآخرين على أمهاتهم». وفي يناير 1865، رضخت السيدة الأولى أخيرًا، وكتب الرئيس لينكون إلى يوليسيس غرانت يسأله إن كان بإمكانه أن يضع روبرت ضمن طاقم موظفيه.
في 11 فبراير 1865، مُنح روبرت رتبة نقيب وتم تكليفه كمساعد أركان. وقد خدم خلال الأسابيع الأخيرة من الحرب الأهلية الأمريكية ضمن طاقم الجنرال غرانت، في وضع يعني على الأرجح أنه لا يشارك في القتال الفعلي. وكان حاضرًا في أبوماتوكس عندما استسلم روبرت إي. لي. استقال من منصبه في 12 يونيو 1865 وعاد إلى الحياة المدنية.

أنقذ إدوين بوث، شقيق جون ويلكس بوث الذي اغتال والده، روبرت لينكولن ذات مرة من إصابة خطيرة محتملة أو حتى الموت. وقعت هذه الحادثة على رصيف قطار في جيرسي سيتي، نيوجيرسي. والتاريخ الدقيق غير معروف، لكن يُعتقد أنها حدثت في أواخر عام 1863 أو أوائل 1864، قبل اغتيال جون ويلكس بوث للرئيس لينكولن. وفي رسالة كتبها روبرت لينكولن عام 1909 إلى محرر مجلة «ذا سينتشري»، روى ما حدث في ذلك اليوم:
«وقعت الحادثة عندما كان عدد من الركاب، في وقت متأخر من الليل، يشترون أماكنهم في عربة النوم من الجابي الواقف على رصيف المحطة عند مدخل العربة. كان الرصيف بمستوى أرضية العربة، وكان هناك، بالطبع، فراغ ضيق بين الرصيف وهيكل العربة. حدث بعض الازدحام، وصادف أنني كنت مضغوطًا باتجاه العربة وأنا في طابور الانتظار. وفي هذه اللحظة بدأ القطار بالحركة، ونتيجة لذلك فقدت توازني وانزلقت قدماي إلى الفتحة، وأصبحت عاجزًا تمامًا، حينها أمسك شخص بقوة بياقة معطفي وسحبني بسرعة إلى موضع آمن على الرصيف. وعندما التفتُّ لأشكر من أنقذني، رأيت أنه إدوين بوث، والذي كنت أعرف وجهه بالطبع، فناديت اسمه عبّرت له عن امتناني».
بعد أشهر، وأثناء خدمته ضمن طاقم غرانت في جيش الولايات المتحدة، استعاد روبرت لينكولن ذكرى الحادثة مع العقيد آدم بادو، وهو ضابط زميل وصديق لإدوين بوث. كتب بادو رسالة إلى بوث يشيد فيها بشجاعته، إذ لم يكن بوث يعلم حتى ذلك الحين أن الرجل الذي أنقذه على رصيف القطار كان ابن الرئيس. وقيل إن معرفة هوية الشخص الذي أنقذه يومها كانت مصدر عزاء لبوث بعد أن اغتال شقيقه الرئيس. كما أرسل غرانت بدوره رسالة شكر إلى بوث على تصرفه النبيل.
في الليلة التي اغتيل فيها والده، رفض روبرت دعوة لمرافقة والديه إلى مسرح فورد بسبب الإرهاق، إذ كان قد أمضى وقتًا طويلًا في الآونة الأخيرة في عربة مغطاة عند الجبهة. بعد عشرة أيام، كتب روبرت لينكون إلى الرئيس أندرو جونسون يطلب منه السماح له ولعائلته بالبقاء في البيت التنفيذي لمدة أسبوعين ونصف، لأن والدته أخبرته بأنها «ليست جاهزة للمغادرة في الوقت الحالي». كما أقرّ لينكون بأنه مدرك لـ«الإزعاج الكبير» الذي قد يتسبب به هذا الطلب للرئيس جونسون، الذي تولى منصبه حديثًا.
في أواخر أبريل 1865، انتقل روبرت مع بقية أفراد عائلته إلى مدينة شيكاغو. التحق بدروس القانون في جامعة شيكاغو القديمة وبدأ دراسة القانون في شركة المحاماة اسمها سكامون ومكاغ وفولر (Scammon, McCagg & Fuller). في 1 يناير 1866، غادر لينكون الشقة التي كان يتقاسمها مع والدته وشقيقه، واستأجر غرفة خاصة به وسط المدينة ليبدأ «العيش براحة نسبية»، وهي راحة لم يعرفها من قبل أثناء إقامته في ظروف ضيقة مع عائلته. تخرّج لينكون من جامعة شيكاغو القديمة بشهادة بكالوريوس في القانون عام 1866، وتم منحه رخصة ممارسة المحاماة في شيكاغو بتاريخ 22 فبراير 1867، ثم تم اعتماده رسميًا لمزاولة المهنة بعد أربعة أيام، في 26 فبراير 1867.

## روابط خارجية
- روبرت تود لينكولن على موقع IMDb (الإنجليزية)
- روبرت تود لينكولن على موقع الموسوعة البريطانية (الإنجليزية)
- روبرت تود لينكولن على موقع إن إن دي بي (الإنجليزية)